# 迪金森縣 (密西根州)
迪金森縣（英語：Dickinson County）是位於美国密西根州西北部的一个縣，面積2,013平方公里，根據2020年美國人口普查統計，共有人口25,947人。縣治艾昂山。該縣成立於1891年，是全州最近成立的縣；縣名紀念格罗弗·克利夫兰總統任內的美国邮政署长唐納·麥當勞·迪金森（Donald M. Dickinson）。